# Desiree Edwards
Desiree Edwards ist eine ehemalige südafrikanische Squashspielerin.

## Karriere
Desiree Edwards spielte in den 1990er-Jahren auf der WSA World Tour. 1991 wurde sie südafrikanische Meisterin. Zwei Jahre darauf stand sie im Hauptfeld der Weltmeisterschaft, kam dabei aber nicht über die erste Runde hinaus. Sie unterlag in dieser Lisa Opie in drei Sätzen.

## Erfolge
- Südafrikanische Meisterin: 1991